# Tetenbüll
Tetenbüll (danès Tetenbøl) és un poble del districte de Nordfriesland, dins l'Amt Eiderstedt, a l'estat alemany de Slesvig-Holstein. És a uns 8 km al nord-oest de Tönning i 12 km al nord-est de Sankt Peter-Ording a la península d'Eiderstedt, a la vora del Mar del Nord. Conté els llogarets de Kaltenhörn, Warmhörn, Wasserkoog i Sieversfleth.
És un de mants municipis o llogarets del nord de Slesvig-Holstein amb el sufix -büll en el nom, que és d'origen danès -bøli que significa ‘casa, habitatge’, la primera part ha de ser un nom de persona. Solen ser assentaments nous que al segle x és van crear a partir d'un poble veí més antic.

## Llocs d'interés
- Sankt Anna-Kirche (església de santa Anna): edifici en estil gòtic de maons de la fi del segle xiv.[8]
- Haus Peters (‘can Peters‘), botiga museu en una casa de 1820.[9]
- Friesische Schafskäserei (‘formatgeria d'ovella frisona’), una parada al «carrer del formatge» de Slesvig-Holstein, d'un mas històric damunt un warft.[10]
- El port esportiu Tetenbüllspieker amb una platja

## Nascuts a Tetenbüll
- Johannes Nikolaus Tetens (1736-1807), filòsof, matemàtic i científic[11]